# 拉菲亞 (馬里)
拉菲亞（法語：Lafia），是馬里的城鎮，位於該國南部，由通布圖區的通布圖省負責管轄，面積446平方公里，海拔高度260米，2009年人口7,764，人口密度每平方公里17人。